# Otto Falck
Paul Otto Falck (* 21. Dezember 1871 in Schedewitz; † 1945) war ein deutscher Architekt und Philatelist.

## Leben und Werk
Er war der Sohn des Buchhalters Gottlieb Ferdinand Falck und dessen Ehefrau Marie Therese geb. Jacob. Am Königlichen Polytechnikum in Dresden legte er die Staatsprüfung für das Hochbaufach ab. Danach trat er in den sächsischen Staatsdienst und war 1899 zunächst Regierungsbauführer, ab 1903 Regierungsbaumeister im Hochbaubüro und wurde später Bauamtmann, Regierungsbaurat und Hochbaudezernent in Dresden. 1942 trug er den Titel Reichsbahnoberrat a. D.
Er war Präsident des Bundes Deutscher und Österreichischer Philatelistenvereine und wurde 1923 in den Aufsichtsrat der Dresdner Briefmarken- und Münzenverwertungsgesellschaft AG gewählt. 1936 wurde er auf Lebenszeit in den Gesamtvorstand des Reichsbundes deutscher Philatelisten berufen. Nach dem Zweiten Weltkrieg bestand eine Otto-Falck-Gedächtnisstiftung des BDPh.
1922 war er als künstlerischer Beirat der Generaldirektion der Deutschen Reichsbahn an den Umbauten des Dresdner Hauptbahnhofes beteiligt. Er leitete den zwischen 1933 und 1936 erfolgten Neubau des Empfangsgebäudes am Hauptbahnhof Zwickau, woran eine Gedenktafel erinnert.
Er heiratete 1902 Margarete geb. Großmann, Fabrikantentochter aus Großröhrsdorf. Aus der Ehe gingen u. a. die Söhne Otto Werner Falck (* 1903) und Helmut Heinz (* 1905) hervor.

## Schriften (Auswahl)
- (mit Hugo Röttcher): Die Geschichte des Hauses Wilhelmstrasse Nr 79 auf der Friedrichstadt in Berlin. Im Auftrage des Generaldirektors der deutschen Eisenbahn bearbeitet von Reichsbahndirektor Röttcher und Reichsbahnrat Falck. Berlin 1936.